# Grindcore
Grindcore ist ein Musikstil, der seine Wurzeln im Hardcore Punk und im Crustcore der frühen 1980er Jahre hat. Er entstand nahezu gleichzeitig in Großbritannien und in den USA. Die Grindcore-Szene ist eine Underground-Kultur, das D.I.Y.-Prinzip ist weit verbreitet und nur wenige Veröffentlichungen erfolgen bei Major-Labels. Grindcore wird heute zumeist als Subgenre des Metal angesehen.
Im Grindcore kommt die für die Rockmusik klassische Besetzung Schlagzeug, E-Gitarre und E-Bass zum Einsatz, der Gesang ist oft bis zur Unverständlichkeit verfremdet. Seit den 1990er Jahren werden auch elektronische Instrumente wie Drumcomputer eingesetzt. Typisch für die Musik ist der Einsatz von Blastbeats, die Geschwindigkeiten von 180 bpm und mehr erreichen können. Als Begründer der Genrebezeichnung, nicht aber für das Genre selbst, gilt der englische Schlagzeuger Mick Harris. Die Liedtexte waren anfangs meist sozialkritisch und politisch links ausgerichtet. Im Laufe der Zeit entwickelten sich Subgenres, die das thematische Spektrum um pornographische und an Gore- und Splatterfilme angelehnte Texte erweiterten.

## Geschichte

### Entstehung

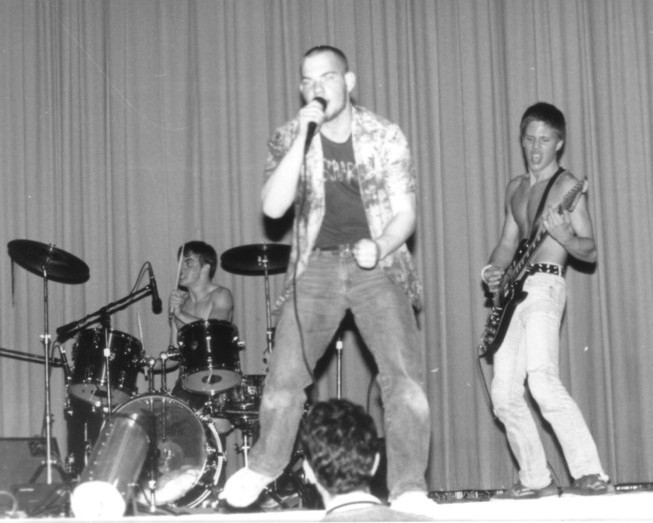
Siege beim Battle of the Bands (1984)

Die Wurzeln des Grindcore liegen im Hardcore Punk der frühen 1980er Jahre. Grundlage war das Bestreben junger Musikgruppen, die Musik weiter zu extremisieren. Zumeist als Punk-Bands gegründet, führten sie die Taktgeschwindigkeit der Musik zu bisher so noch nicht gespielten Extremen. Damit einher ging die Verwendung des gutturalen Gesangs. In den USA wurden Gruppen wie Siege oder Repulsion gegründet, in Großbritannien entstanden Pionier-Bands wie Heresy, Ripcord und Concrete Sox. Alle diese Gruppen waren stilistisch noch dem Hardcore Punk bzw. dem Crustcore zuzuordnen. Die Musiker standen untereinander in ständigem Briefkontakt, Demoaufnahmen wurden durch Tape-Trading, den Versand von Musikkassetten, ausgetauscht.
Ein wesentlicher Impuls ging von Birmingham aus, wo Napalm Death und deren Schlagzeuger Mick Harris aktiv waren. Ende 1985 konzentrierte sich die dortige Szene auf den Punk-Club Mermaid Pub, wo regelmäßig Konzerte der neuen Generation von Hardcore-Punk-Bands stattfanden. Einer der Organisatoren dieser Auftritte war Digby Pearson, der spätere Gründer von Earache Records. Mittlerweile hatte sich für das Schlagzeugspiel, mit dem die hohen Taktgeschwindigkeiten von 180 bpm und mehr erreicht wurden, der Begriff Blastbeat etabliert. Ende 1985 verwendete Mick Harris erstmals Grindcore als Bezeichnung für den neu entstandenen Musikstil. Mit grind (deutsch: ‚zermalmen‘) hatte er den Bass-Sound des 1984er Albums Cop von Swans charakterisiert, der Bestandteil core kennzeichnet die Wurzeln dieses Stils im Hardcore Punk.

### Kommerzieller Erfolg

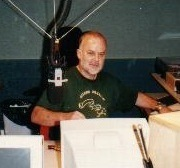
John Peel im BBC-Studio

Ab Mitte der 1980er Jahre begann die Blütezeit des Grindcore. Weitere neue Gruppen entstanden, die einen wesentlichen Einfluss auf die Entwicklung des Genres nahmen. Zu ihnen gehörten in Großbritannien Extreme Noise Terror, Unseen Terror und Carcass, in den USA Cryptic Slaughter, Terrorizer, Disrupt und Nausea sowie in Japan S.O.B. Auch auf dem europäischen Festland gründeten sich Grindcore-Bands. Dazu gehörten in Belgien Agathocles, in den Niederlanden Lärm, in Italien Cripple Bastards, in der Schweiz Fear of God und in Schweden Filthy Christians. Allerdings konnten sich die Szenen außerhalb von Großbritannien wegen ihrer regionalen Zersplitterung nicht konzentriert entwickeln. Zwar nahm die US-amerikanische Band Repulsion (damals noch unter dem Namen Genocide) im Januar 1986 in Flint ihr erstes professionelles Demo The Stench of Burning Death auf, das ihr den Ruf der „schnellsten Band der Welt“ einbrachte, jedoch konnte die Gruppe trotz sehr guter Rezeption innerhalb der Grindcore-Szene keinen Plattenvertrag erlangen. In Großbritannien dagegen entstanden Independent-Label wie Earache Records, Peaceville Records und Manic Ears Records, welche die Alben der Grindcore-Bands veröffentlichten und so einem breiten Publikum zugänglich machten. Für die Label-Gründer wie Digby Pearson von Earache war die Existenzgründung ein Ausweg aus der Sozialhilfe, da neben der Gründungsförderung auch während der Startphase Geld vom Staat gezahlt wurde.
Das im Juni 1987 von Earache Records veröffentlichte Napalm-Death-Debütalbum Scum wird als Beginn der Grindcore-Welle angesehen. Es verkaufte sich allein in der ersten Woche über 10.000-mal und stieg bis auf Platz sieben der UK Indie Charts. Als einer der Väter des Erfolges gilt der britische Radiomoderator und DJ John Peel, der in seiner Sendung bei BBC Radio 1 den Veröffentlichungen der Grindcore-Bands Airplay einräumte, die Gruppen zu den Peel Sessions einlud und diese Live-Aufnahmen ebenfalls in seiner Sendung spielte. Für ihn war Grindcore „die Rückkehr zum extremen Punk“ und ein „Schritt in unerschlossenes Gebiet jenseits aller extremer Musik, die man bisher gehört hat“.
Ende der 1980er Jahre begann die Vermischung der Grindcore- und Death-Metal-Szene. Die Einflüsse aus dem Metal begründeten sich zunächst darin, dass Musiker aus Metal-Bands Mitglieder von Grindcore-Bands wurden bzw. selber Grindcore-Bands gründeten und so ihre musikalischen Einflüsse aus dieser Musikrichtung einbrachten. So wird das Debütalbum der englischen Death-Metal-Band Bolt Thrower In Battle There Is No Law noch dem Grindcore zugeordnet. Ein weiterer Grund für die Vermischung der Stile war das Bestreben bestehender Grindcore-Bands wie Napalm Death oder Carcass, Elemente aus anderen Stilen in ihre Musik einfließen zu lassen. Dies mündete Anfang der 1990er Jahre in die Veröffentlichung reiner Death-Metal-Alben wie Harmony Corruption (1990, Napalm Death) oder Necroticism – Descanting the Insalubrious (1991, Carcass). Diese Alben bedeuteten für die betroffenen Musikgruppen den Durchbruch in kommerzieller Hinsicht, so verkauften Napalm Death zwischen 1991 und 2003 insgesamt rund 367.000 Alben und Carcass rund 220.000 Alben.

### Zersplitterung der Szene
Besonders in England war die Szene der späten 1980er und der frühen 1990er Jahre zerstritten. Nach Ian Glasper wurden die erfolgreichen Bands überheblich und die weniger erfolgreichen Bands gönnten ihnen den Erfolg nicht. Durch diese Konflikte innerhalb der Szene kam es zu einer Zersplitterung, die durch die Rivalität der Gruppen untereinander begünstigt wurde. Für John Peel verdrängten die Einflüsse aus dem Metal das „Unzähmbare“ und den „wilden Übermut“ aus der Musik, das Genre habe sich in eine Vielzahl von Subgenres aufgespaltet und wurde so im Ergebnis „völlig undurchsichtig“. Albert Mudrian sieht den Niedergang der Grindcore-Szene Anfang der 1990er Jahre in direktem Zusammenhang mit den kommerziellen Erfolgen der Death-Metal-Szene, die damit dem Grindcore den Rang ablief.
Auch Fans aus dem extremen Metal kritisierten die Entwicklung. So wurde Harmony Corruption trotz seines für den Death Metal typischen Sounds von einigen Metal-Fans nicht als Death Metal akzeptiert, weil die Texte des Albums nach wie vor sozialkritisch waren und damit nicht die für diese Musikrichtung typischen Klischees bediente. Andererseits waren die Grindcore-Bands durch Verträge mit Major-Labels wie Columbia Records im Mainstream angekommen, ohne jedoch von diesem akzeptiert zu werden. Im Ergebnis taugte diese Art von Musik nicht für ein breites Publikum, und auch der Untergrund wandte sich von den betroffenen Gruppen ab.
Schließlich teilte sich die Szene auf in einen Teil, der sich in der Tradition des Hardcore Punk der 1980er Jahre sah, und einen Teil, der sich den Einflüssen aus dem extremen Metal weiter öffnete. Der traditionelle Zweig der Grindcore-Bands lehnte es ab, diesem Genre zugeordnet zu werden. So äußerte Phil Vane, Sänger von Extreme Noise Terror, seine Abneigung gegenüber dem extremen Metal und bezeichnete den traditionellen Teil der Szene nicht als Grindcore, sondern als Hardcore Punk bzw. Crustcore. Diese Zersplitterung führte dazu, dass der vom Metal beeinflusste Teil in den Fokus geriet, weshalb Grindcore seit dieser Zeit ausschließlich als Subgenre des Metal angesehen wird.
Ab etwa Mitte der 1990er Jahre war die erste Welle des Death Metal vorüber, was Auswirkungen auf die weitere Entwicklung des Grindcore hatte. Bands wie Carcass verloren ihren Plattenvertrag und lösten sich auf, Napalm Death veröffentlichte 1996 mit Diatribes das letzte Album, das aufgrund der Chartplatzierungen als kommerziell erfolgreich angesehen werden kann. Erst 2006 gelang es ihnen, mit einer Veröffentlichung die Album-Charts zu erreichen. Darüber hinaus verließen Ende der 1980er, Anfang der 1990er Jahre bekannte Musiker die Grindcore-Szene: Justin Broadrick konzentrierte sich ab 1989 auf die Industrial-Metal-Band Godflesh, Lee Dorrian gründete 1990 die Doom-Metal-Band Cathedral, Mick Harris konzentrierte sich ab 1992 mit seinem Projekt Scorn ausschließlich auf Industrial und elektronische Musik und Nicholas Bullen kehrte der Musik Mitte der 1990er gänzlich den Rücken.

### Neuordnung und Wiedergeburt

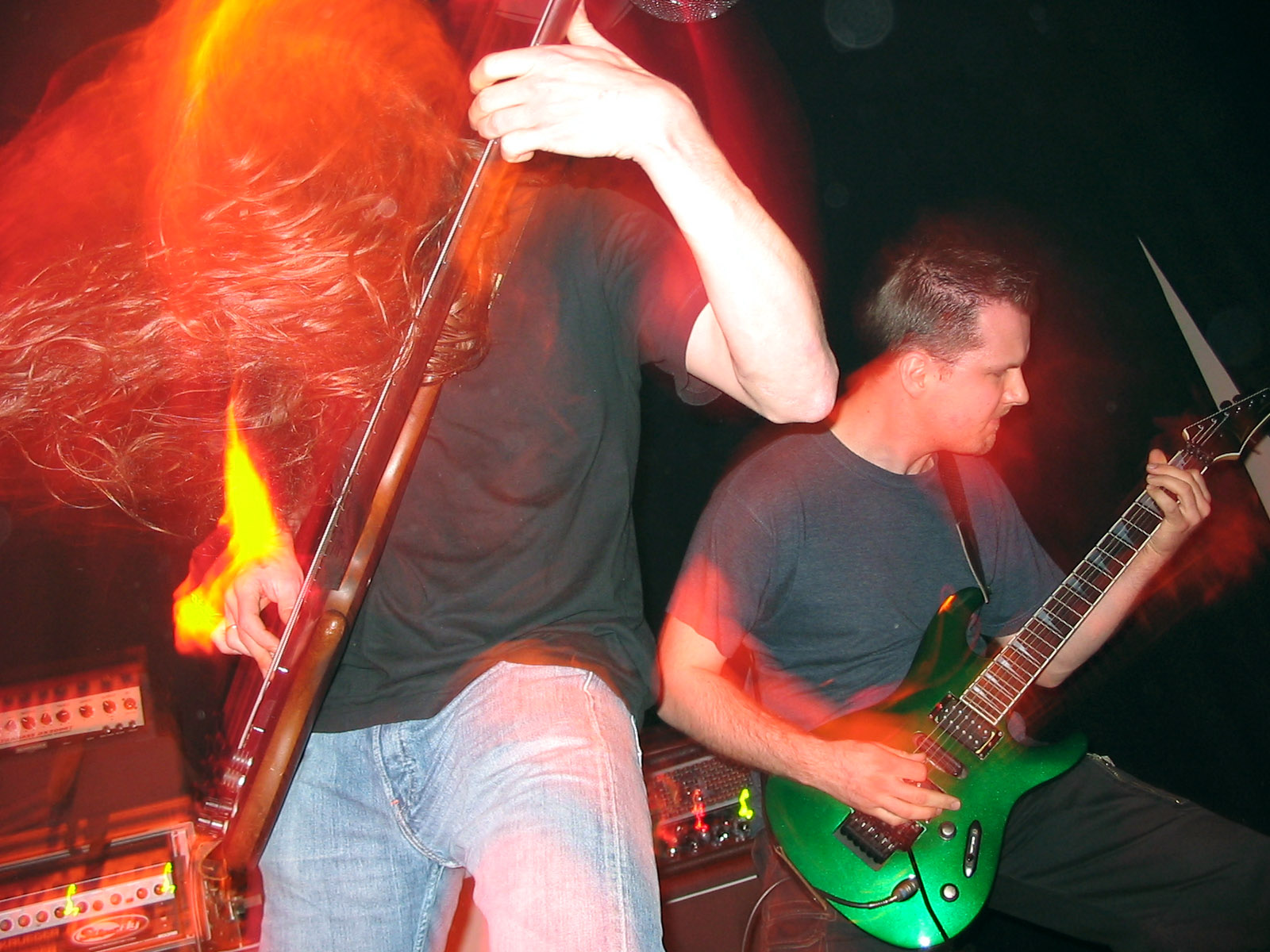
Japanische Kampfhörspiele (Live, 2004)

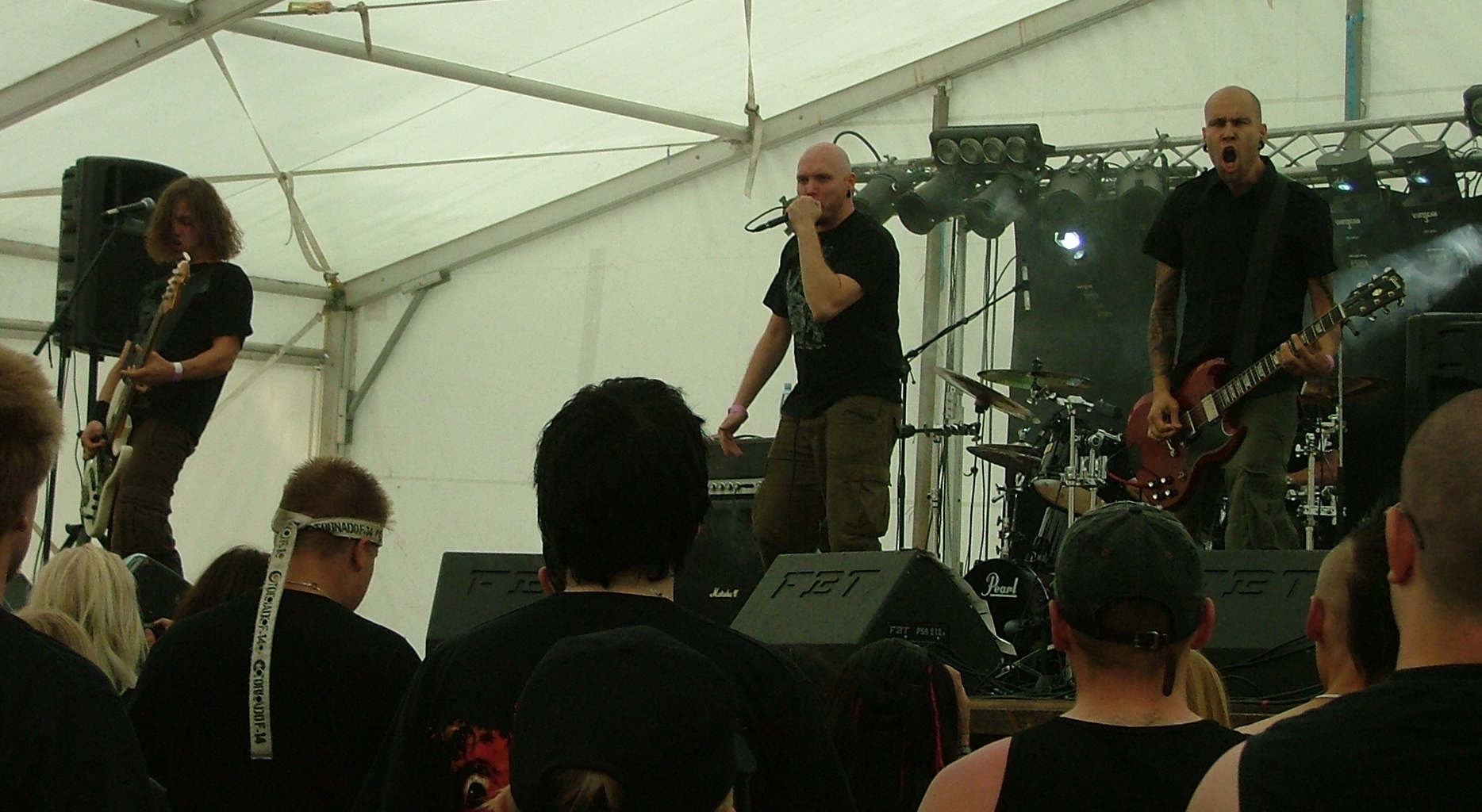
Rotten Sound (Live, 2008)

Während in England die Grindcore-Szene zerfiel, ordnete sie sich in anderen Regionen neu. Albert Mudrian nennt als Zeitpunkt der „Wiedergeburt des Grindcore“ das Jahr 1998, als die Debütalben der Schweden Nasum und der US-Amerikaner Agoraphobic Nosebleed und Pig Destroyer erschienen. Insbesondere die Gruppen aus den USA, zu denen auch Soilent Green zählten, waren zwar im Metal verwurzelt, öffneten sich aber auch Einflüssen aus anderen Genres wie Jazz und Stoner Rock. Die ebenfalls aus den USA stammende Gruppe The Locust verwendet Keyboards und tritt mit grünen Hot Pants sowie Netzmasken auf. Diese genrefremden Elemente und das außergewöhnliche Auftreten werden von anderen Musikern zwar nicht mehr als reiner Grindcore, aber als eine wichtige Weiterentwicklung des Genres angesehen.
Auch in Europa entwickelte sich die Grindcore-Szene weiter. In Deutschland begründeten Mitte der 1990er Jahre GUT und Dead mit ihrer Kombination aus Grindcore und Texten mit pornografischem Inhalt das Subgenre Porngrind und es gründeten sich Deathgrind-Gruppen wie Japanische Kampfhörspiele oder Nyctophobic. Eine recht aktive Szene bildete sich in Skandinavien heraus, zu deren wichtigen Vertretern in Schweden die Deathgrind-Band Nasum, die Goregrind-Bands General Surgery und Regurgitate sowie in Finnland Rotten Sound zählten.
In den 2000er Jahren reformierten sich zahlreiche wichtige Genrebands wie die Schweizer Fear of God (2003) und die Deutschen GUT (2006), Grindcore-Veröffentlichungen erreichten erstmals wieder die offiziellen Albumcharts. Besonders in Finnland konnten Grindcore-Bands kommerzielle Erfolge verzeichnen, die 2006er und 2008er Alben von Rotten Sound erreichten jeweils Platz 22 sowie Platz 12 der finnischen Albumcharts. Im Jahr 2009 berichtete das Magazin der Washington Post in einer Titelstory über Pig Destroyer.
Auch außerhalb von Europa, den USA und Japan entstanden im Zuge der Wiedergeburt des Grindcore zahlreiche lokale Szenen. In Südafrika bildete sich Ende der 1990er Jahre eine kleine Szene, die ausschließlich aus Musikern mit weißer Hautfarbe bestand. Dies sei zwar kein Ausdruck von Rassismus, da die Fanbasis sowohl aus Schwarzen als auch aus Weißen bestehe, allerdings nimmt Shukri Adams, Gitarrist der südafrikanischen Grindcore-Band Cauterized, für sich in Anspruch, der einzige dunkelhäutige Musiker dieser Szene in Südafrika zu sein. In Südostasien schaffte es insbesondere Wormrot aus Singapur zu überregionaler Bekanntheit, nachdem die Band 2010 von Earache Records unter Vertrag genommen wurde. Zu weiteren bekannteren Vertretern gehören in Malaysia Hellterror und Haq'kh Tuih Haha, in Indonesien Bangsat und Extreme Hate. Ebenso entstanden verschiedene Grindcore-Bands in Lateinamerika, die wie ihre Kollegen in Südostasien tief im Untergrund verwurzelt sind, zu den bekannteren Vertretern zählt die mexikanische Band Paracoccidioidomicosisproctitissarcomucosis.

## Charakteristika

### Musik

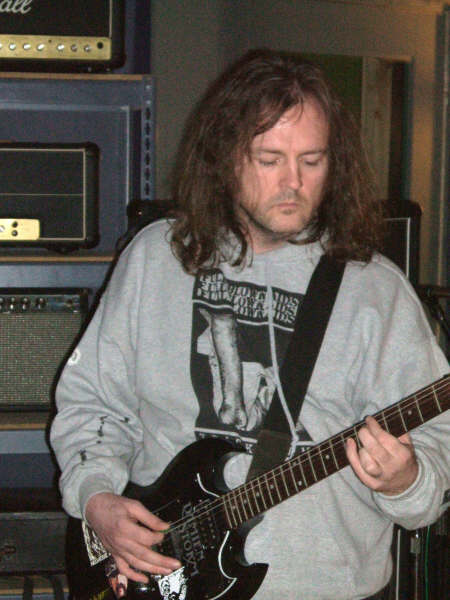
Seth Putnam von Anal Cunt

Der Grindcore Mitte der 1980er Jahre war von Dilettantismus geprägt, denn die meisten Musiker hatten keine Ausbildung an ihren Instrumenten. Die Lieder waren mit oftmals unter einer Minute Spieldauer sehr kurz, die Musik geprägt von extrem schnellem Schlagzeugspiel, einfachen und ebenso schnell gespielten Gitarrenriffs und einem stark verzerrten Bass. Der Gesang war tief und rau und dem Screaming bzw. Shouting zuzuordnen. Mit dem präzisen Gitarrenspiel und der Verwendung von Gitarrensoli gab die Gruppe Carcass mit ihrem 1988er Debütalbum Reek of Putrefaction dem Grindcore in musikalischer Hinsicht neue Impulse. Durch die Einflüsse aus dem Death Metal entstand das Subgenre Deathgrind und Pionier-Bands wie Napalm Death und Carcass vollzogen eine musikalische Veränderung hin zum reinen Death Metal. Verschiedene Bands, die sich ebenfalls von der ursprünglichen Grindcore-Szene entfernten, übernahmen Einflüsse aus Avantgarde-Jazz und Noise. So entstand 1989 das Fusion-Projekt Naked City um den Saxophonisten John Zorn, das auf seinem 1990er-Album Torture Garden eine Mischung aus Jazz, Rockmusik und Grindcore bot. Diese Fusion entwickelte John Zorn gemeinsam mit Bill Laswell und Mick Harris ab 1991 mit Painkiller weiter, indem er die Mischung der verschiedenen Musikstile um elektronische Elemente anreicherte. Andere Gruppen adaptierten Einflüsse aus dem Industrial, O.L.D. entwickelte sich beispielsweise zu einer eher am frühen Industrial interessierten Industrial-Metal-Band. Als Ausdruck der postmodernen Strömungen innerhalb des Genres wird die von Apple Computer gesponserte Schweizer Grindcore-Band 16-17 angesehen, die Saxophone statt Gitarren verwendete.
Während so ein Teil der Grindcore-Bands durch die Verwendung von Elementen und Instrumenten aus anderen Musikrichtungen das Genre verließ, entstanden neue Bands, die mit immer schnelleren Taktgeschwindigkeiten ein Stück weit die Szene persiflierten. Gruppen wie Seven Minutes of Nausea, Sore Throat und Anal Cunt steigerten die Geschwindigkeit so sehr, dass die Liedgrenzen aufgehoben wurden. So sind die ersten beiden Tracks des Anal-Cunt-Debüts Everyone Should Be Killed einfach als Some Songs und Some More Songs überschrieben.

### Texte und Artworks
Zu Beginn der Grindcore-Szene waren die Texte stark an anarchistische Ideen angelehnt, gepaart mit „strikter linker antifaschistischer ‹correctness›“. Daneben übernahmen die Bands eine Ästhetik, die an den frühen Industrial erinnerte. Deren Collagetechnik spielte eine große Rolle bei der Gestaltung der Artworks. Während Carcass medizinische Kuriositäten, offene Wunden und Operationsfotos zu einem großen Ganzen verband, zeigte Napalm Death auf dem Cover zu Scum Politiker, die auf einem Totenkopfhaufen stehen, in dem Firmenlogos wie das McDonald’s-M oder der Schriftzug von IBM zu sehen sind. Die Todesästhetik dieser beiden Artworks „zeigte[n] den Zerfall mit einer gewissen Faszination ohne […] in Verklärung umzukippen“. Die Gestaltung der Plattencover war Anfang 1991 Gegenstand einer polizeilichen Maßnahme, bei der die Geschäftsräume von Earache Records durchsucht und Tonträger und Promotionmaterial beschlagnahmt wurden. Das Verfahren wurde nach rund neun Monaten ohne Sanktion eingestellt.
Mit dem Einzug von Death-Metal-Elementen in die musikalische Grundstruktur und der Imitation der Carcass-Artworks auf Fantasy- und Splatterfilm-Niveau verlor die Grindcore-Szene die politische Ausdrucksfähigkeit. Stattdessen standen nun Gore- und Splattertexte im Fokus von Bands wie Regurgitate und General Surgery, die damit den Grundstein für das Subgenre Goregrind legten. Im Gegensatz zu den ebenso brutalen, gewalttätigen Texten des Death Metals wird im Grindcore allerdings wenig Wert auf Realismus gelegt. Vielmehr steht im Grindcore der schwarze Humor im Vordergrund, der auch vor Tabuthemen keinen Halt macht und auf einen Schockeffekt setzt. Genau solche Texte sind es aber, die von den Vertretern des eher punk-beeinflussten Grindcore abgelehnt werden. Die eher humoristischen Bands übernahmen übertrieben schlecht gezeichnete Cover-Artworks mit Gewaltfantasien, extremen sexuellen Darstellungen oder humoristische Zeichnungen auf Kleinkindniveau. Bands mit politischen Texten übernahmen eher ernste Artworks, oft an frühe Napalm Death, Discharge oder Extreme Noise Terror angelehnt, zum Beispiel reale Fotos von Hinrichtungen oder Tierquälereien, Collagen oder Karikaturen.

### Szene
Die frühe Grindcore-Szene war antikapitalistisch geprägt und machte sich das D.I.Y.-System zu eigen, das charakteristisch für den frühen Hardcore Punk war. Gerade zu Beginn schossen kleine Independent-Labels aus dem Boden. Auch Demos und selbstverlegte Singles waren üblich. Mit dem Grindcore-Boom in den 1980er Jahren ging diesbezüglich ein Bedeutungsverlust einher. Die ersten Bands, die auf Earache Records ihre Platten veröffentlichten, insbesondere Extreme Noise Terror, wurden auf Tourneen mit Ausverkaufsvorwürfen konfrontiert. Bands wie Anal Cunt, die sich durch ihre extrem schnellen frühen 7’’-EPs einen kompromisslosen Ruf erspielt hatten, ironisierten diese Entwicklung mit Songtiteln wie I’m Not Allowed to Like A.C. Anymore Since They Signed to Earache oder Selling Out by Having Song Titles on This Album.
Während der erfolgreichen Phase kippte die vormals strikt linke Haltung um. Linke Bands wie Agathocles und Bands aus dem Crust-Punk-Umfeld, die musikalisch dem Grindcore nahestanden, verteilten sich auf zahlreiche Klein- bis Kleinstlabels. Neuere Bands mit linker Ideologie waren nun tief im Underground verwurzelt und ebneten den Weg für eine apolitische Musikkultur. Dies führte dazu, dass sich die Grindcore-Szene in den 1990er Jahren spaltete. Es entstanden ein politischer, stark im anarchistischen und linksextremen Umfeld verwurzelter Teil, der zum Hardcore Punk gerechnet werden kann, und ein eher an Spaß und Brutalität (musikalisch und textlich) interessierter Teil, der eher dem Metal-Umfeld zuzurechnen ist. Dies wird allerdings nicht von allen Bands begrüßt. So propagieren beispielsweise Cripple Bastards aus Italien einen Zusammenhalt der gesamten Grindcore-Szene. Andere Bands wie Unholy Grave und Agathocles spielten Split-Veröffentlichungen mit Metal-Bands ein. Die heutige Szene bezeichnet Albert Mudrian als gefestigt und als gesunde Mischung aus fortschrittlichen und traditionellen Elementen. Er sieht den Grindcore zwar nach wie vor als Untergrundmusik, weist aber darauf hin, dass diese Musik wesentlichen Einfluss auf den Mainstream nahm, und nennt populäre Metal-Bands wie Slipknot und Lamb of God.
Gelegentlich wird Bands aus den Bereichen Goregrind und Porngrind von Seiten der Hardcore-Szene unterstellt, nicht „politisch korrekt“ zu sein. Es gab Gerüchte, dass bestimmte Bands versteckt rechtsextrem seien. Eine der betroffenen Bands war Last Days of Humanity, die in den Verdacht geriet, rechtsextrem zu sein, nachdem ein Rechtsextremist mit einem ihrer T-Shirts gesichtet wurde. Seth Putnam von Anal Cunt war vorübergehend Mitglied in der rechtsextremen Band Vaginal Jesus, seine Band Anal Cunt arbeitete mit den rechtsextremen Thrash-Metal-/Hatecore-Bands Mudoven, Vaginal Jesus und The Raunchous Brothers (auf dem Album Fuckin’A) zusammen. Die Powerviolence-Band Flächenbrand aus Flensburg veröffentlichte ihre Kompilation Area Conflagration: German Hardcore 1993–2003 auf dem Label Bloody Core Records, einem Ableger des rechtsextremen Labels Bloody Creed Records, welches das Album rechtsextremen Versandhäusern zur Verfügung stellte. Rechtsextreme Tendenzen und Einstellungen sind im Grindcore jedoch gemeinhin nicht üblich und als Einzelfälle zu betrachten.
Seit den 2010er Jahren tritt die Grindcore-Szene wieder verstärkt mit politischem Engagement in Erscheinung. So gründeten Travis Ryan (Cattle Decapitation) und Rob Crow (Pinback) 2017 unter dem Eindruck der ersten Präsidentschaft von Donald Trump das Grindcore-Projekt Anal Trump, das aus Protest gegen die Politik Trumps 2018 das Album The First 100 Songs veröffentlichte. Die Erlöse spendeten die Musiker an verschiedene Bürger- und Menschenrechtsorganisationen. 2022 rief ein deutscher Grindcore-Musiker unter dem Eindruck des russischen Überfalls auf die Ukraine das Projekt Grind4Ukraine ins Leben, mit dem er bislang zwei Sampler mit Liedern internationaler Grindcore-Bands veröffentlichte. Der Erlös aus beiden Veröffentlichungen sowie aus dem Verkauf von Fanartikeln spendete er über die ukrainische Fundraising-Plattform United24.

### Subgenres

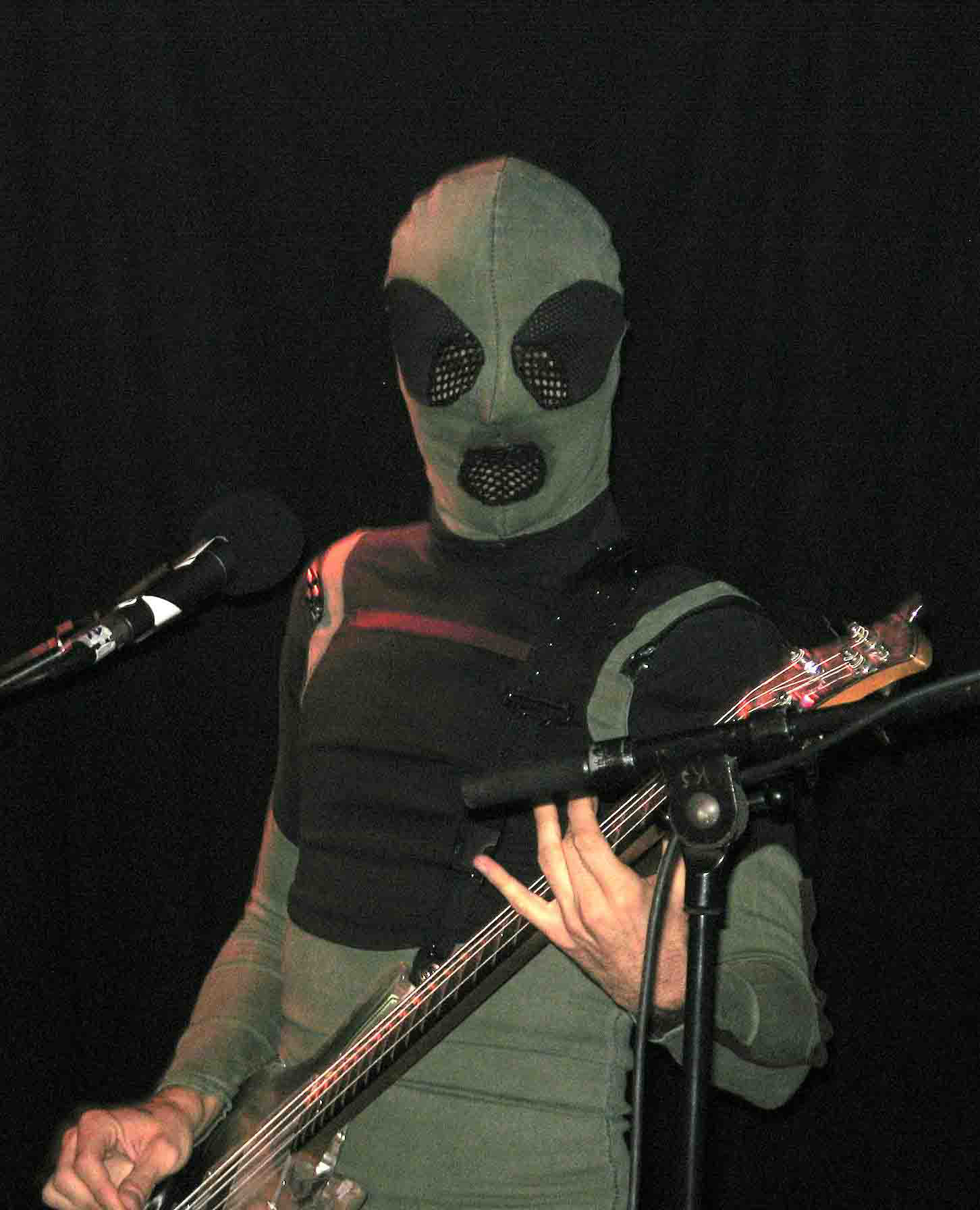
Die Electro-Grinder The Locust (Live, Dezember 2005)

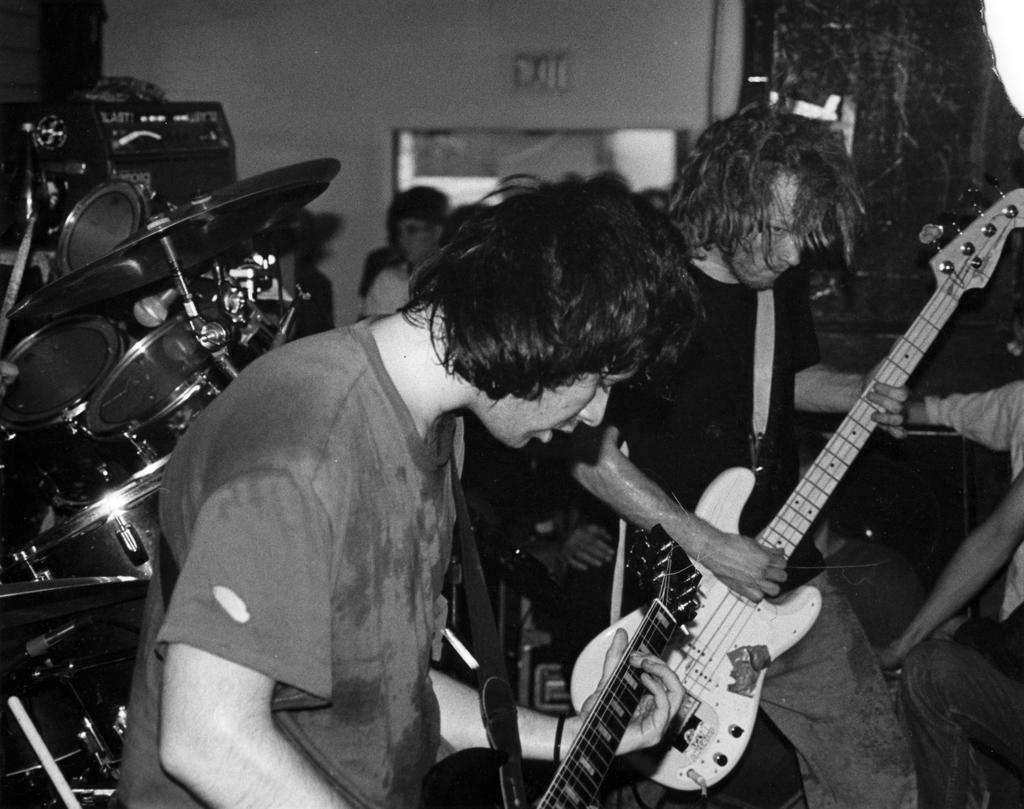
Corrosion of Conformity, Wegbereiter des Powerviolence (Live, 1986)

Neben den etablierten Subgenres Deathgrind, Porngrind und Goregrind, gab und gibt es im Grindcore weitere Strömungen, die entweder nicht als eigenständiges Subgenre angesehen werden können oder nicht ausschließlich dem Grindcore zuzuordnen sind.

#### Deathgrind
Deathgrind ist weniger ein exakt definiertes Genre als vielmehr eine Umschreibung für Death-Metal-Bands, die vermehrt Grindcore-Einflüsse verarbeiten, die allerdings von Band zu Band unterschiedlich stark ausgeprägt sind. Laut Dan Lilker (Brutal Truth) ist Deathgrind ein „Mix aus der technischen Seite des Death Metals und der Intensität des Grindcore“. Bekannte Vertreter sind Cattle Decapitation (USA) oder Milking the Goatmachine (Deutschland).

#### Porngrind/Goregrind
Die beiden Subgenres sind vor allem über die Texte definiert. Beim Goregrind handelt es sich überwiegend um Splattertexte, basierend auf Horrorfilmen oder von Carcass abgeleitete medizinische Texte. Kennzeichnend ist ebenfalls die häufige Verwendung von Horrorfilm-Samples und musikalisch eine stärkere Anbindung an den Death Metal. Die Grenze zum Porngrind ist fließend. Hier konzentrieren sich Texte, Artwork und Samples auf Pornofilme, wobei Gruppen wie Cliteater und GUT beiden Genres zugeordnet werden können.

#### Electro-/Cybergrind
Kennzeichnend für den Electro- bzw. Cybergrind ist der Einsatz elektronischer Hilfsmittel wie Keyboard, Samples und Drumcomputern. Teilweise fließen in die Musik Elemente aus elektronischen Stilrichtungen, insbesondere dem Hardcore Techno ein. Zu den wichtigen Genrevertretern werden The Berzerker, Genghis Tron, The Locust, Nunwhore Commando666 und Libido Airbag gezählt.

#### Powerviolence
Powerviolence, seltener auch Power Violence genannt, entstand als eigenständiger Stil um 1986 in den Vereinigten Staaten und geht auf die Hardcore-Punk-Band Infest zurück. Die Musikrichtung verbindet den US-Hardcore-Punk-Stil mit Crustcore im Stil von Siege und frühen Corrosion of Conformity. Powerviolence erreicht oft die Geschwindigkeit des Grindcore, verzichtet dabei aber auf Metal-Einflüsse und ist stärker experimentell orientiert.

## Rezeption
Gerade in der Anfangszeit wurde die Grindcore-Szene durchaus von der etablierten Presse begrüßt. Insbesondere der bekannte Radiomoderator und DJ John Peel sorgte für ein Bekanntwerden von Napalm Death und Carcass. Eine ganze Reihe von unbekannten Bands durfte an seinen Peel Sessions teilnehmen, die live im BBC-Radioprogramm ausgestrahlt wurde. Die renommierte britische Musikzeitschrift NME brachte in der Novemberausgabe 1988 eine Titelstory über Napalm Death, die US-amerikanische Zeitschrift Spin berichtete 1991 ausführlich über die Musik und ihre Entstehung. Eine Teilnahme an der prestigeträchtigen Fernsehshow Top of the Pops scheiterte, weil sich die Musiker und die Verantwortlichen über die Rahmenbedingungen nicht einig wurden. Der Musiksender MTV dagegen zeigte in seiner Sendung Headbangers Ball regelmäßig die Musikvideos englischer Grindcore-Bands, insbesondere von Napalm Death. 1992 traten Extreme Noise Terror auf Einladung der Musikgruppe The KLF bei den Brit Awards auf, wo sie ihre Version des KLF-Hits 3a.m. Eternal spielten. The KLF inszenierten damit gleichzeitig ihre vorübergehende Auflösung.
In den 1990er Jahren gingen viele Kritiker auf Distanz zum Grindcore. Größere Entwicklungen sind im Genre nicht mehr auszumachen und so fokussierte sich die positive Betrachtung oft nur noch auf den humoristischen Aspekt. Bekannte Szenevertreter wie Scott Hull (Agoraphobic Nosebleed, Pig Destroyer) bezeichneten die selbstauferlegten Grenzen insbesondere hinsichtlich der Instrumentierung als hinderlich für die Weiterentwicklung des Genres, weil die Verwendung elektronischer Hilfsmittel wie Drumcomputer und Keyboards „kein Grindcore mehr sei“ und bislang jede Strömung innerhalb des Genres unweigerlich zum Metal führe.